# Керимов, Яхья Шафи оглы
Керимов Яхья Шафи оглы (азерб. Kərimov Yəhya Şəfi oğlu; 1927, Илису, Закатальский уезд — 13 августа 2021)  —  доктор педагогических наук, профессор. Действительный член Международной Академии педагогических наук. Член Союза журналистов Азербайджана.

## Биография
Родился в 1927 году в селе Илису Гахского района. Окончив там среднюю школу поступил в Шекинский педагогический техникум. В 1950 году окончил Азербайджанский государственный педагогический институт. С 1955 года учился в аспирантуре Научно-педагогического института. В 1962 году защитил кандидатскую, в 1975 году - докторскую диссертацию.
С 1958 года работал младшим научным сотрудником, с 1961 года —  заведующим отделом Научно-педагогического института. С 1976 года —  заместитель директора по научной работе Научно-исследовательского института педагогических наук.
С 1959 года был составителем программ родного языка для начальных классов. С 1970 года был редактором журнала «Начальная школа и дошкольное воспитание».
Являлся автором учебника «Алфавит» азербайджанского языка.
Публиковал свои работы в газете Азербайджанский учитель.
Скончался 13 августа 2021 года в возрасте 94 лет. Похоронен в Гахе.

## Награды
- Орден «Слава» (Азербайджан)[3]
- Орден Трудового Красного Знамени
- Заслуженный учитель Азербайджана
- Персональная пенсия Президента Азербайджанской Республики (13 апреля 2009 года)[4]